# 村下雅章
村下 雅章（むらした まさあき、1987年6月23日 - ）は、日本の元ラグビー選手。現在ジャパンラグビーリーグワン花園近鉄ライナーズの副務・MDを務めている。

## プロフィール
- 京都府出身。
- ポジションはロック(LO)。
- 身長 186 cm、体重 108 kg
- U19日本代表に選ばれたことがある[1]。

## 来歴
ラグビーを始めたきっかけは兄の影響から。
2006年、伏見工業高校卒業後、関東学院大学に入る。なお伏見工業高校時代、高校日本代表に選ばれ、第29回高校東西対抗試合に西軍で出場した。
2010年、関東学院大学卒業後、近鉄ライナーズに加入。なお関東学院大学時代の同級生に安藤泰洋、木村恵輔、中村彰、細川諭、三谷竜生、三輪忠寛らがいる。
2012年2月4日に行われたジャパンラグビートップリーグ第1節のNECグリーンロケッツ戦に途中出場で公式戦初出場を果たす。
2019年、現役を引退した。